# Henry Percy (3e comte de Northumberland)
Pour les articles homonymes, voir Henri Percy.
Henry Percy (25 juillet 1421 – 29 mars 1461), 3e comte de Northumberland, est un important baron anglais qui combat durant la guerre des Deux-Roses.

## Biographie
Il est le fils de Henry Percy (1394-1455), 2e comte de Northumberland, et de Lady Éléonore Neville, fille de Ralph Neville. Bien qu'il soit le neveu de Richard Neville, 5e comte de Salisbury, et de Cécile Neville (et donc le cousin d'Édouard d'York), il combat du côté de la Maison de Lancastre au cours de la guerre des Deux-Roses, qui continue la querelle Percy-Neville. Il combat à la bataille de Wakefield en 1460 et commande quelques mois plus tard l'aile droite des Lancastre lors de la bataille de Towton, au cours de laquelle il est tué. 
Marié à Eleanor Poynings (1422-1483/4) en 1435, de ce mariage sont issus quatre filles et un fils, Henry.

## Sources
- Alexander Rose, Kings in the North – The House of Percy in British History, Phoenix/Orion Books Ltd, 2002.

1. ↑  Il est le quatrième fils d'Édouard III et né après Jean de Gand.
2. ↑  Pour un arbre généalogique plus détaillé voir : maison de Plantagenêt.)
3. ↑  Linda Alchin, Lords and Ladies : « King Henry II ».
4. ↑  Mandy Barrow, « Timeline of the Kings and Queens of England: The Plantagenets ».
5. ↑  Mark Needham, « Family tree of Henry (II, King of England 1154–1189) ».